# Nuova Lantea
Nuova Lantea (indirizzo:  - punto d'origine ), designato M35-117 dai Tau'ri, è un pianeta immaginario dell'universo fantascientifico di Stargate Atlantis.
Prima che Atlantide lo raggiungesse, il pianeta non aveva Stargate e poteva essere raggiunto solo usando una nave.

## Descrizione
Nuova Lantea orbita una stella rossa di Classe-G. Il pianeta ha un'atmosfera molto simile a quella della Terra, in grado di sopportare la vita. Presenta un vasto oceano paragonabile a quello di Lantea. Sulla terraferma è presente una specie di serpente che dimora su una pianta simile alla begonia eiromischa che sulla Terra si era estinta nel 2007. Il pianeta ha cinque lune, anche se solo due sono visibili ad occhio nudo. L'atmosfera è protetta da tempeste ionosferiche.

## Storia
Il pianeta fu scelto dopo che gli Asurani catturarono Elizabeth Weir; la donna infatti non era a conoscenza dell'esistenza del pianeta. Mantenere la segretezza della sua posizione fu considerata una priorità per impedire che i Wraith trovino Atlantide.
Durante il soggiorno su Nuova Lantea, la spedizione scoprì che precedentemente una nave spaziale di una razza aliena, chiamata Sekkari, si schiantò sul pianeta. I sopravvissuti furono portati su un nuovo mondo dalla Apollo.
Dopo che metà di una nave alveare Wraith finì nell'oceano del pianeta, furono ripescati dei superstiti tra cui il Wraith Todd, John Sheppard e Evan Lorne.
In seguito, Atlantide abbandonò il pianeta per dirigersi verso la Terra, sotto attacco di una nave alveare potenziata con uno ZPM.